# Trail Ridge Road
La Trail Ridge Road est une route des comtés de Grand et Larimer, au Colorado, dans le centre des États-Unis. Protégée au sein du parc national de Rocky Mountain, elle est inscrite au Registre national des lieux historiques depuis le 14 novembre 1984 et est par ailleurs classée All-American Road. Dans sa partie centrale et d'est en ouest, elle franchit le col Iceberg, dessert le col Fall River puis passe le col Milner.
Le Beaver Ponds Boardwalk en part, rejoignant le Hidden Valley Creek.